# Pengo! Steinzeit!
Pengo! Steinzeit! ist eine deutsche Kinderfernsehserie. Die Erstausstrahlung erfolgte am 15. November 2002 auf KiKA.

## Handlung
Der 12-jährige Bruno Roggendorf lebt mit seinem Vater Peter, Schwester Johanna, Großvater Gustav und Haushälterin Gosha ein normales Leben. Sein Vater, ein anerkannter Professor für Quantenphysik, betreibt jedoch in seinem Keller ein Versuchslabor. Eines Tages aktiviert Bruno versehentlich eine Laserapparatur und öffnet damit ein Portal in die Steinzeit. Auf der anderen Seite des Portals trifft er auf das Steinzeitmädchen Gna und ihre Sippe. Er freundet sich mit ihnen an, und gemeinsam erleben sie zahlreiche Abenteuer.

## Hintergrund
Die Serie wurde im Auftrag des ZDF in den Ateliers von Studio.TV.Film in Berlin-Adlershof produziert. Als Maskenbildner war Hasso von Hugo tätig. Die ersten 26 Folgen wurden ab November 2002 ausgestrahlt, weitere 23 Episoden folgten ab Oktober 2003.
Eigens für die Serie wurde die fiktive Sprache Höhlisch entwickelt, in der die Steinzeitsippe um Gna miteinander kommuniziert. Das titelgebende „Pengo“ zum Beispiel bedeutet auf Höhlisch „Achtung“.

## Rezeption
Die Redaktion des Online-Portals Kino.de bescheinigt der Serie, dass sie der Zielgruppe „spielerisch das Leben in der Steinzeit“ vermittelt und „die turbulente Mischung aus Prähistorischem und Alltäglichem […] für viel Komik und Spannung“ sorgt.